# It's a Beautiful Day (Michael Bublé)
It's a Beautiful Day is een nummer van de Canadese zanger Michael Bublé uit 2013. Het is de eerste single van zijn achtste studioalbum To Be Loved.
"It's a Beauitful Day" gaat over een man wiens vrouw hem heeft verlaten, maar de man ziet dat als een verlossing en is daar dan ook erg blij mee. Vandaar dat "It's a Beautiful Day" dan ook een heel vrolijk nummer is. Over het nummer zei Bublé tegen de BBC: "Tijdens het schrijven van dat nummer was ik dronken. Ik heb nog nooit iets geschreven terwijl ik nuchter was, ik denk dat ik dat niet eens kan". Het nummer werd in een aantal landen een hit. In Bublé's thuisland Canada haalde het de 20e positie. In de Nederlandse Top 40 haalde het de 13e positie, in Vlaanderen haalde het echter de 40e positie in de Tipparade.

## NPO Radio 2 Top 2000
| Nummer met noteringen in de NPO Radio 2 Top 2000 | '14  | '15  | '16  | '17 | '18  |
| ------------------------------------------------ | ---- | ---- | ---- | --- | ---- |
| It's a Beautiful Day                             | 1139 | 1536 | 1876 | -   | 1859 |

1. ↑  Een '-' betekent dat het nummer niet was genoteerd en een vetgedrukt getal geeft de hoogste notering aan.
2. ↑  2014 was het eerste jaar met een notering voor dit nummer.
3. ↑  Deze tabel is bijgewerkt tot en met de laatste editie (2024).